# Kutsuki Masatsuna

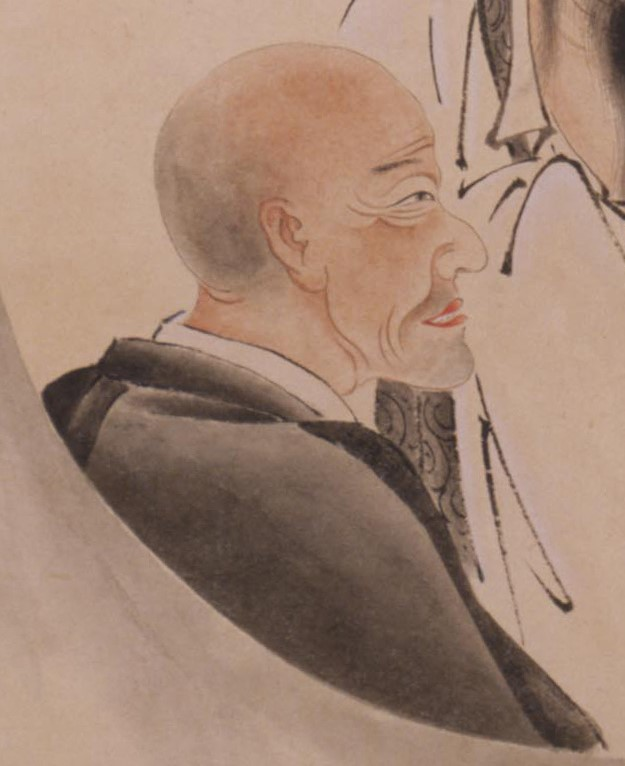
Kutsuki Masatsuna

Kutsuki Masatsuna (朽木 昌 綱, 5 de marzo de 1750 - 18 de mayo de 1802), también conocido como Kutsuki Oki-no kami Minamoto-no Masatsuna, fue un daimyō japonés, heredero de Oki y Ōmi con participaciones en Tanba y Fukuchiyama. Su clan guerrero estaba entre los vasallos hereditarios de la familia Tokugawa (los fudai) en el período Edo. Su nombre de niño era Tomojiro (斧 次郎).
Masatsuna era un matemático y un gran estudiante de cualquier información disponible en ese momento sobre Occidente. Como la mayoría del material impreso solo estaba disponible en el idioma neerlandés, tales estudios se llamaban comúnmente "aprendizaje holandés" (rangaku).
El japonólogo holandés Isaac Titsingh consideró que Masatsuna había sido su mejor amigo mientras estaba en Japón, y su correspondencia continuó después de que Titsingh dejara por última vez a Dejima. La carta sobreviviente más antigua de Masatsuna a Titsingh data de 1789; y esta carta menciona amigos en común como Shimazu Shigehide (el suegro del undécimo shōgun, Tokugawa Ienari) y Kuze Hirotami (el gobernador del puerto de Nagasaki).
Masatsuna y Titsingh compartieron un interés en la numismática. Después de que Titsingh fuera reasignado de Japón en 1784, envió paquetes de monedas de la India, cobres holandeses, así como monedas de la India, Rusia, Turquía y África. Titsingh a su vez recibió monedas japonesas y chinas como regalos.
Masatsuna fue autor de varios tratados sobre numismática. Fue el primero en Japón en hacer circular un libro sobre monedas no japonesas con impresiones tomadas de monedas reales obtenidas de comerciantes occidentales.
La colección de monedas de Masatsuna se trajo al Reino Unido en el siglo XIX y ahora se encuentra en el Museo Británico y el Museo Ashmolean.

## Familia
Padre: Kutsuki Tsunasada (1713-1788)
    Padre adoptivo: Kutsuki Nobutsuna (1731-1787)
    Esposas:
- Ikumanhime, la hija de Matsudaira Munenobu
- La hija de Honda Sukemitsu
- La hija de Ito Nagatoshi

    Niños:
- Yuunosuke
- Kutsuki Tsunakata (1787-1838), adoptado por Tomotsuna
- Yonekura Masanaga
- Fukuju Taro

    Hijo adoptado: Katsuki Tomotsuna (1767-1803)

## Eventos de su vida
1781 (era Tenmei 1): publicó un libro de estudios numismáticos, Shinzen zenpu ("Manual de numismática recientemente seleccionado").

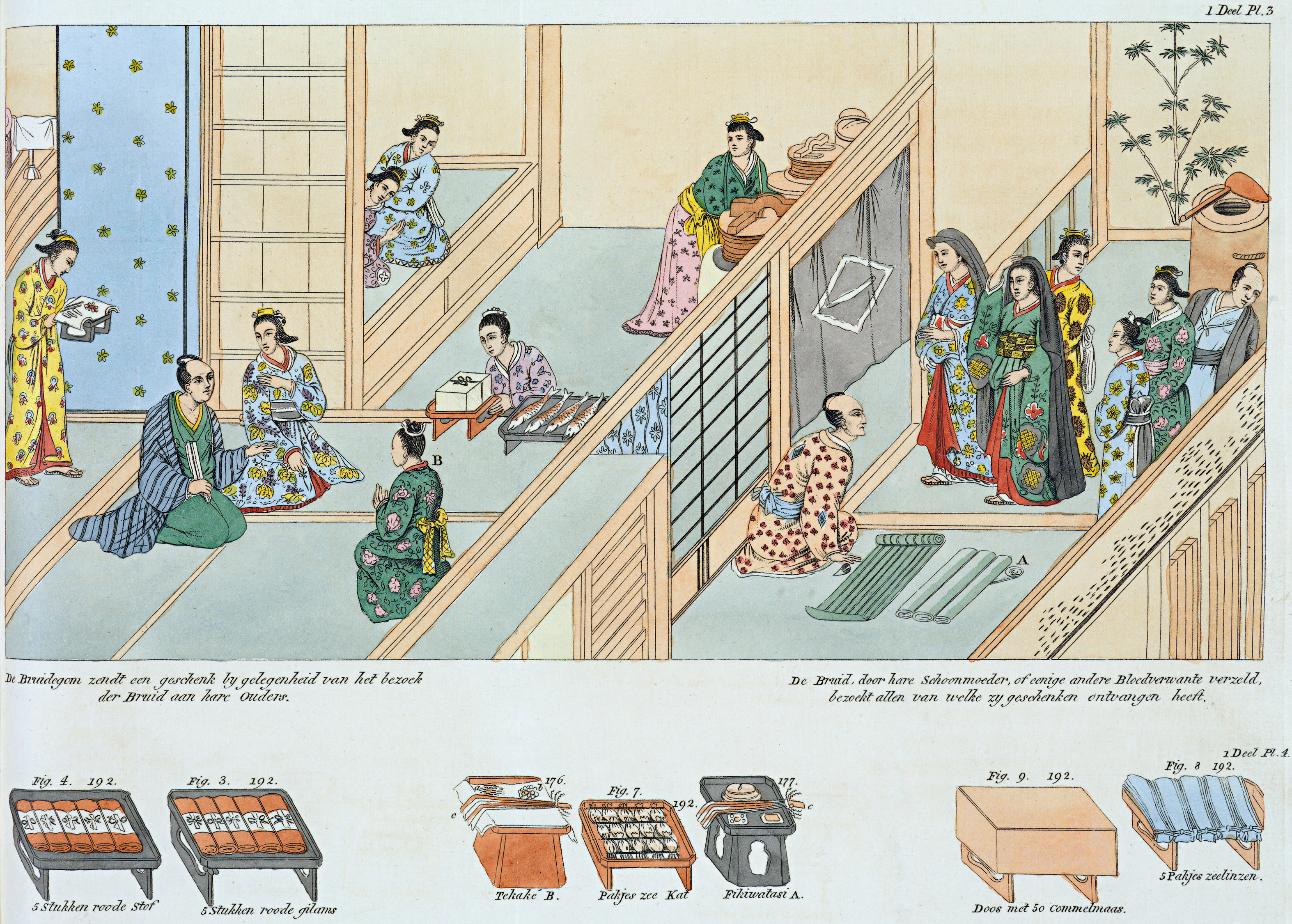
Dibujo de Titsingh, representando el protocolo de regalos del novio japonés a la familia de su novia

   1782 (Tenmei 2): El análisis de este erudito numismático de la moneda del cobre en China y Japón "Shinzen zenpu" fue presentado al emperador.
   1785 (Tenmei 5): Se publicó el libro de este erudito numismático, Kaisei kōhō zukan ("Espejo ilustrado corregido de la moneda").
   1785 (Tenmei 5): Masatsuna heredó la posición y los títulos de su padre.
   1787 (Tenmei 7): este libro de erudito rangaku / numismático, Seiyō senpu (Notas sobre monedas occidentales), con placas que muestran la moneda europea y colonial, se completó.
   1789 (era Kansei 1): se publicó este libro de estudiosos de rangaku / geógrafo, Taisei yochi zusetsu ("Explicación ilustrada de la geografía occidental").
   1800 (Kansei 11): Masatsuna se retira, entregando su posición y títulos a su hijo, Mototsuna.
   1801 (Kansei 12): Mototsuna falleció antes que su padre, y el nieto de Masatsuna, Tsunagata se convierte en daimyō.
   1802 (Kansei 13): Masatsuna muere.
   1807 (era Bunka 4): Isaac Titsingh envía su última carta a Masatsuna desde Europa, sin saber que su viejo amigo había muerto unos años antes. Titsingh decidió dedicar su traducción de Nihon Ōdai Ichiran a Masatsuna.